# Играли се коњи врани (скулптура)
„Играли се коњи врани” су две велике декоративне скулптуралне групе у бронзи „коња и дивова”, постављене 1939. године испред скупштинског здања ондашње Краљевине Југославије, а данас Републике Србије. Ово уметничко дело на отвореном простору, које је рад вајара Томе Росандића (1878–1958), технички је реализовао вајар Сава Сандић, а изливено је у ливници Миодрага Јеремића у Врчину.
Пун назив скулптуре је „Играли се коњи врани, и са њима див јунаци”. Део назива узет је из народне песме „Играли се коњи врани”, а други део „...и са њима див јунаци” је додао сам Росандић.

## Биографија аутора
Тома Росандић (1878–1958) рођен је у Сплиту као Томазо Винченцо. У Београду се настанио 1921. као већ искусан излагач на међународним изложбама у Бечу (1909), Риму (1911), Лондону (1917), Паризу (1919). 
Био је професор Уметничке школе у Београду, и један од оснивача и први ректор Уметничке академије. Као прави члан Српске краљевске академије (Академије уметности) постао је 2. марта 1946. Редовни је члан Српске академије наука (Одељења ликовне и музичке уметности) постао је 22. марта 1948. Приступну беседу није одржао.
Након што је Влада ФНРЈ усвојила Уредбу о оснивању и раду државних мајсторских радионица из ликовних умјетности 1947. године, Том Росандић је проглашен за једног од важних стваралаца за које се сматрало да ће младим већ формираним уметницима проширити видике и помоћи им да стекну виши ниво образовање.
Његов опус обухвата портрете, бисте, монументалне скулптуре, јавне и надгробне споменике), а једно од његових најпознатијих дела је скулптура „Играли се коњи врани“ која је израђена од бронзе и 1939. године постављена испред тадашње Скупштине (данашњи Дом народне Скупштине), у Београду.
Живео је и стварао, од 1929. године у кући у улици Љубе Јовановића 3 у Београду. 
За свога живота завештао је легат Београду, у коме се од 1963. године налази Музеј Томе Росандића са аутентичним намештајем и личним документима.

## Историја скулптура
Према наводима историчарке уметности Миље Стијовић У докторату „Музеј Томе Росандића“ наведен је податак да је, првобитна идеја Владе Краљевине Југославије била да се испред улаза Народне скупштине у Београду поставе два лава од бронзе. Међутим након писма Лојза Долинара упућеном Председништву Народне скупштине, који је у њему навео како би било 
„много погодније ако се на улаз ставе два коња са јахачем  –  који би представљали извесну идеју много ближу нашем народу но лавови”.
Влада Краљевине Југославије је променила одлуку и тако су уместо лавова испред Скупштинске зграда постављени „Разиграни коњи” Томе Росандића „који су и данас ту на вечитој стражи.
По позиву Одбора за уређење скупштине, Росандић је осмислио и завршио вајање скулптура 1936. године, у гипсу, у својој кући у Улици Љубе Јовановића 3 у Београду”. Пошто је био лошег здравље, замолио је вајара Саву Сандића да технички доради ово дело пре и после ливења у бронзи и помогне око њеног постављења испред Народне скупштине 1938. године.
Тако је Скупштинске зграда, као монументална грађевина и један од оних историјских, културних и архитектонских обележја, Србије по којима се Београд надалеко препознаје, постала препознатљива на свакој разгледници по скулптурама „Играли се коњи врани” на главном улазу у Скупштину, које је израдио вајара Тома Росандић, по налогу ондашње владе Краљевине Југославије.

## Ликовна представа скулптура
На питање публике, која непрекидно понавља исто питање: шта представљају постављене скулптуре пред Народном скупштином Србије, постоје бројни одговори, ликовних критичара, историчара, аутора пројекта али и они анегдотски. Сличну полемику у јавности изазвала је и композиција Јозефа Лакса (1851–1909) испред зграде парламента у Бечу, названа „Кротитељ коња”, а изведена је на самом крају 19. века.
Тумачења и полемике стручњака

Један од првих одговора, о значењу скулптура, понудио је 1939. године у часопису „Уметнички преглед” теоретичар Ђорђе Ораовац: 
„Ако не тражите да видите друго него оно што видите, ви ћете лако знати шта те скулптуре представљају. Није помогло. Свет хоће по сваку цену неки литерарни ’садржај’, неку скривену симболику која би се односила на Народну скупштину... То је слободна вајарска композиција, у којој су употребљена два класична вајарска мотива: човек и коњ. Наш велики вајар Тома Росандић имао је један чисто вајарски циљ, тражио је и постигао чисто вајарске ефекте...” 
И поред овог тумачења о симболици најпознатије скулптуре у Београду, и раду Томе Росандића, и данас се међу теоретичарима уметности и ликовним критичарима и даље воде бројне полемике. Наводим неке од њих:

Бобан Јеремић, власник Ливнице Јеремић у Врчину која је излила коње у бронзи, сећа се прича свог оца Миодрага који му је рекао
Да је и сам вајар Росандић говорио да коњи представљају снагу, а човек је тај који снагу кроти, контролише, као што и посланици у скупштини регулишу снагу у држави... 
Милан Попадић, историчар уметности исказује једну од темељних порука хуманистичког послања уметности:
У игри Росандићевих бронзаних коња и њихових једнако бронзаних кротитеља, за коју је можда најприкладнији грчки израз агон, можемо чути и одјек речи хуманитас (човечност). Та је реч у прошлости имала два јасно раздвојена значења: прво је настало из разлике између човека и оног што је ниже од њега, то јест животиња; друго из односа човека и оног што је више од њега, то јест божанстава; у првом случају реч је о вредности, у другом о ограничењу. Росандићева композиција отуда може бити схваћена и као позив на разумевање и прихватање сопствених вредности, али и сопствених ограничења. Тако је, заогрнута у ефектни скулпторски израз, суптилно упућена и лекција како нама који поред ове скулптуре пролазимо, тако и онима који иза ње ступају у скупштину.
Игор Борозан, историчар уметности, као хипотезе износи слободну аналогију „коња враних” са представом Кастора и Полукса:
Знаменити антички Диоскури зачети су спајањем Зевса (божанска природа) и Леде (спартанска краљица и персонификација земаљске власти), и као такви дефинисани су као носиоци двојне природе. Често су у уметности приказивани са коњима, што имплицира став да човек влада и контролише природу. На римском Форуму постојао је храм посвећен њима, па се уз опрез може извести аналогија са Народном скупштином у Београду, будући да је у згради на Форуму повремено заседао римски Сенат... и додаје...Без обзира да ли прихватимо симболичко или формално (чисто уметничко виђење), Росандићево дело испред Скупштине указује на двојни принцип људске природе: човечански (фигуре див јунака) и животињски (коњи). У међусобној фузији, али и различитости, у борби и тензији опозитних сила, може се препознати структура која указује на Скупштину као симбол демократије, закона и победе разума. Уосталом, Скупштина је простор у коме се доносе закони, који нормирају обичаје и регулишу понашање човека, дакле у питању је замисао о контроли природе човека.
Тумачење аутора
У „уметником прегледу” сам Тома Росандића је о схватању скулптуре уопште, изнео ово мишљење: 
Наши људи не умеју да гледају скулптуру. Њихово око није навикнуто да види облике и да ужива у њиховој лепоти. Навикнути су да разумеју само кроз речи, преко ува. Па чак и они који знају до танчина анализирати свакојаке апстракције, стоје пред скулптуром не разумевајући је. У скулптури се не тражи скулпторски садржај у коме облици као такви долазе до потпуног изражаја, већ се тражи неки апстрактни садржај, тражи се анегдота, а не зна се да анегдота, и кад је има, живи само кроз скулпторску вредност дела... 
Анегдоте о скулптурама
Тако су, за настанак ових скулптура везане две анегдоте, везане за менталитет српског друштва: 
- Прва прича (заправо виц, — који се причао у Београду) — да те две скулптуре песничког имена не значе само игру и борбу између човека и природе, него да једна симболизује човека који коња, а то ће рећи посланика, без отпора уводи у скупштину, а друга приказује коња који се дивље упиње да га човек не изведе из скупштине.
- Друга прича (која је новијег датума) — каже да је неко из Хрватске, када се „велика Југославија” распала, потегао питање да се те две скулптуре врате Хрватској, јер су отуда и дошле у Београд.